# Tarzycjusz Buliński
Tarzycjusz Marek Buliński – polski antropolog kulturowy, dr hab. nauk humanistycznych, profesor uczelni Instytutu Archeologii i Etnologii oraz prodziekan Wydziału Historycznego Uniwersytetu Gdańskiego (2020–2024).

## Życiorys
8 marca 1999 obronił pracę doktorską Antropologia wychowania: uczenie się i nauczanie jako zjawisko kulturowe, 20 listopada 2018  habilitował się na podstawie pracy zatytułowanej Szkoła w amazońskiej puszczy. Formy i znaczenie edukacji w społecznościach tubylczych na przykładzie Indian E’ñepá z Wenezueli. Został zatrudniony na stanowisku adiunkta w Instytucie Etnologii i Antropologii Kulturowej na Wydziale Historycznym Uniwersytetu im. Adama Mickiewicza w Poznaniu. Awansował na stanowisko profesora uczelni w Instytucie  Archeologii i Etnologii.
W kadencji 2020–2024 był prodziekanem na Wydziale Historycznym Uniwersytetu Gdańskiego.
Jest sekretarzem naukowym Prezydium Komitetu Nauk Etnologicznych PAN i przewodniczącym  Rady Dyscypliny Naukowej – Nauk o Kulturze i Religii Uniwersytetu Gdańskiego.